# Giorgina
Giorgina ist ein weiblicher Vorname.

## Herkunft und Varianten
Der Name wird vor allem im Italienischen verwendet und ist eine Verkleinerungsform von Giorgia.
Eine weitere Variante ist Gina. Die männliche Form ist Giorgio.
In anderen Sprachen lautet der Name etwa Györgyi/Györgyike (ungarisch), Gergana (bulgarisch), Đurđa (kroatisch), Jiřina (tschechisch), Georgina (deutsch, spanisch, niederländisch), Georgene/Georgia/Georgiana/Georgina (englisch), Georgette/Georgine/Gigi (französisch), Georgia (griechisch), Györgyi (ungarisch), Djuradja/Đurađa (serbisch).

## Bekannte Namensträgerinnen
- Giorgina Kazungu-Haß (* 1978), deutsche Politikerin